# 马泰奥·萨洛尼亚
马泰奥·萨洛尼亚 FRHist（1986年—），意大利历史学家、英国皇家历史学会会士。他是一名天主教徒，是《天主教交流》（Catholic Exchange）的专栏作家。他支持奥地利学派，是路德维希·冯·米塞斯研究所的专栏作家，是一位自由意志主义者、反国家主义者。他主要研究中世纪晚期和早期现代的经济史和思想史，如热那亚共和国的经济文化、16世纪哈布斯堡帝国的思想史、马基雅维利的政治哲学与现代国家主义、大航海时代的东西方交流。

## 教育经历
2011年获罗斯福大学硕士学位，2015年获英国利物浦大学历史学博士学位。

## 工作履历
2015年9月至2017年7月，曾任利物浦大学历史系讲师。2017年8月至2019年8月，曾任伦敦国王学院伊比利亚近现代史讲师。2019年9月起任宁波诺丁汉大学欧洲与国际历史助理教授，他也是该校国际事务与国际关系学系的教学主任。 2023年初，在该校前副教授穆正德（Christian Müller）离职后，萨洛尼亚接任了他原有的研究领导职务，负责题为《全球史、帝国史与跨国史》(Global, Imperial and Transnational Histories)的研究项目。
他的父亲加埃塔诺·安东尼奥·萨洛尼亚（Gaetano Antonino Salonia）是地产公司“萨洛尼亚工程”（Salonia Engineering）的创始人兼总裁，自2012年起，马泰奥·萨洛尼亚就是该企业的高管。他1990年出生的弟弟利奥纳多（Leonardo）也是该企业高管。

## 著作
- Travel Writings on Asia. Curiosity, Identities, and Knowledge across the East, c. 1200 to the Present. Palgrave Macmillan, 2022
- Genoa's Freedom: Entrepreneurship, Republicanism, and the Spanish Atlantic. Lexington Books, 2017.